# 미나미쿠시야마정
미나미쿠시야마정(南串山町)은 나가사키현 시마바라반도에 있던 정으로 미나미타카키군에 속했다.
2005년 10월 11일에, 미즈호정·아즈마정·아이노정·지지와정·오바마정·미나미쿠시야마정과 신설 합병, 시로 승격해 운젠시가 되어 구니미정
현재 운젠시내의 미나미쿠시야마정 지역에 해당하며, 구 정사무소는 미나미쿠시야마 종합지소로 업무를 수행하고 있다. 

## 지리
시마바라 반도의 남서부에 위치하며 타치바나만에 접해 있다. 

## 역사
- 1889년 4월 1일 - 정촌제 시행에 의해 미나미쿠시야마촌이 성립하였다.
- 1969년 4월 1일 - 정으로 승격해 미나미쿠시야마정이 되었다.
- 2005년 10월 11일 - 미즈호정·아즈마정·아이노정·지지와정·오바마정·구니미정과 합병해, 운젠시가 되어 미나미쿠시야마은 소멸하였다.

## 교통

### 철도
- 시마바라 철도 시마바라 철도선

### 도로
- 국도 251호선
- 국도 389호선